# مانويل لوكاتيلي
مانويل لوكاتيلي (بالإيطالية: Manuel Locatelli) (ليكو، 8 يناير 1998) هو لاعب كرة قدم إيطالي، ويلعب في مركز خط الوسط مع نادي يوفنتوس في الدوري الإيطالي. حيث كانت بداياته مع فريق إيه سي ميلان بريميفيرا ثم تدرج للفريق الأول في موسم 2015-16.
شارك للمرة الأولى مع فريق إيه سي ميلان الأول بعمر الثامنة عشر في 21 أبريل 2016 ضد نادي كاربي، حيث دخل بديلاً لزميله لاعب خط الوسط أندريا بولي في الدقيقة 87، وانتهى اللقاء بالتعادل السلبي 0-0. بينما أول مباراة لعب فيها أساسياً كانت ضد نادي روما في ملعب السان سيرو بتاريخ 14 مايو 2016. في 2 أكتوبر 2016 سجل أول أهدافه مع الميلان في المباراة التي جمعته مع نادي ساسولو والتي انتهت بفوز الميلان بنتيجة 4-3، وفي 22 أكتوبر 2016 حسم المباراة المهمة ضد نادي يوفنتوس عندما سجل هدفها الوحيد في الشوط الثاني مانحاً الفوز للميلان.

## روابط خارجية
- مانويل لوكاتيلي على موقع الاتحاد الدولي (مؤرشف)  (الإنجليزية)
- مانويل لوكاتيلي على موقع الاتحاد الأوربي (الإنجليزية)
- مانويل لوكاتيلي على موقع إي إس بي إن إف سي (الإنجليزية)
- مانويل لوكاتيلي على موقع قاعدة بيانات كرة القدم.إي يو (الإنجليزية)
- مانويل لوكاتيلي على موقع ليكيب (الفرنسية)
- مانويل لوكاتيلي على موقع ناشيونال فوتبول تيمز (الإنجليزية)
- مانويل لوكاتيلي على موقع Soccerbase.com (لاعب) (الإنجليزية)
- مانويل لوكاتيلي على موقع Soccerway.com (الإنجليزية)
- مانويل لوكاتيلي على موقع عالم كرة القدم.نت (الإنجليزية)
- مانويل لوكاتيلي على موقع AS.com (الإسبانية)